# Associatie van geknikte vossenstaart
De associatie van geknikte vossenstaart (Ranunculo-Alopecuretum geniculati) is een associatie uit het zilverschoon-verbond (Lolio-Potentillion). De associatie omvat eutrafente, dikwijls laagblijvende graslandgemeenschappen die in de winter vaak langdurig onder water staan.

## Naamgeving en codering
| Rumici-Alopecuretum geniculati Tx. 1950 |

- Syntaxoncode voor Nederland (rVvN): r12Ba01
- BWK-karteringscodes: hp*, hpr*

De wetenschappelijke naam Ranunculo-Alopecuretum geniculati is afgeleid van de botanische namen van twee belangrijke plantensoorten van de associatie; dit zijn kruipende boterbloem (Ranunculus repens) en geknikte vossenstaart (Alopecurus geniculatus).

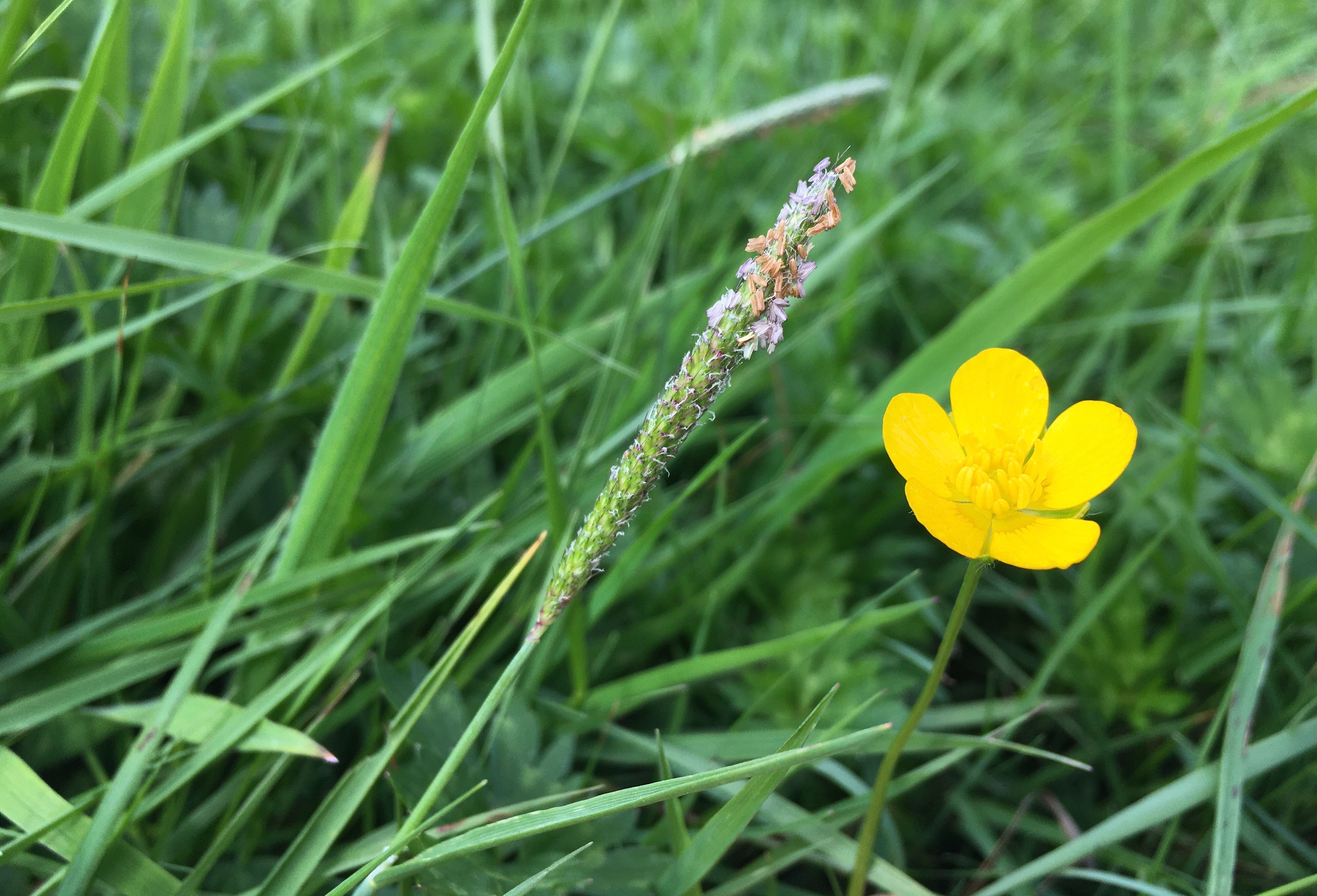
Een close-up van de associatie met beide naamgevende soorten in bloei; links geknikte vossenstaart en rechts kruipende boterbloem.

## Fysiognomie
De associatie van geknikte vossenstaart is qua fysiognomie nogal variabel. De associatie manifesteert zich altijd in de formatie van een grasland.
De vegetatiestructuur wordt gevormd door een kruidlaag en moslaag.

## Subassociaties in Nederland en Vlaanderen
Binnen de associatie van geknikte vossenstaart worden in Nederland en Vlaanderen vier subassociaties onderscheiden.

### Subassociatie met akkerkers
Een subassociatie met akkerkers (Ranunculo-Alopecuretum rorippetosum) wordt gedifferentieerd door Engelse alant, kweek, varkensgras en ridderzuring. De Nederlandse syntaxoncode (conform de rVvN) voor deze subassociatie is r12Ba01a.

### Typische subassociatie
De typische subassociatie (Ranunculo-Alopecuretum typicum) komt tot uitdrukking in de wisselende verhoudingen van differentiërende taxa van de subassociatie met akkerkers en de subassociatie met lidrus. De Nederlandse syntaxoncode (conform de rVvN) voor deze subassociatie is r12Ba01b.

### Subassociatie met lidrus
Een subassociatie met lidrus (Ranunculo-Alopecuretum equisetetosum) wordt gedifferentiërend door lidrus, mannagras, zomprus, pinksterbloem, moeraswalstro, moerasvergeet-mij-nietje, liesgras, penningkruid en tweerijige zegge. De Nederlandse syntaxoncode (conform de rVvN) voor deze subassociatie is r12Ba01c.

### Arme subassociatie
Een arme subassociatie (Ranunculo-Alopecuretum inops) omvat soortenarme vegetatie waarin geknikte vossenstaart in hoge mate aspectbepalend is. De Nederlandse syntaxoncode (conform de rVvN) voor deze subassociatie is r12Ba01d.

## Vegetatiezonering

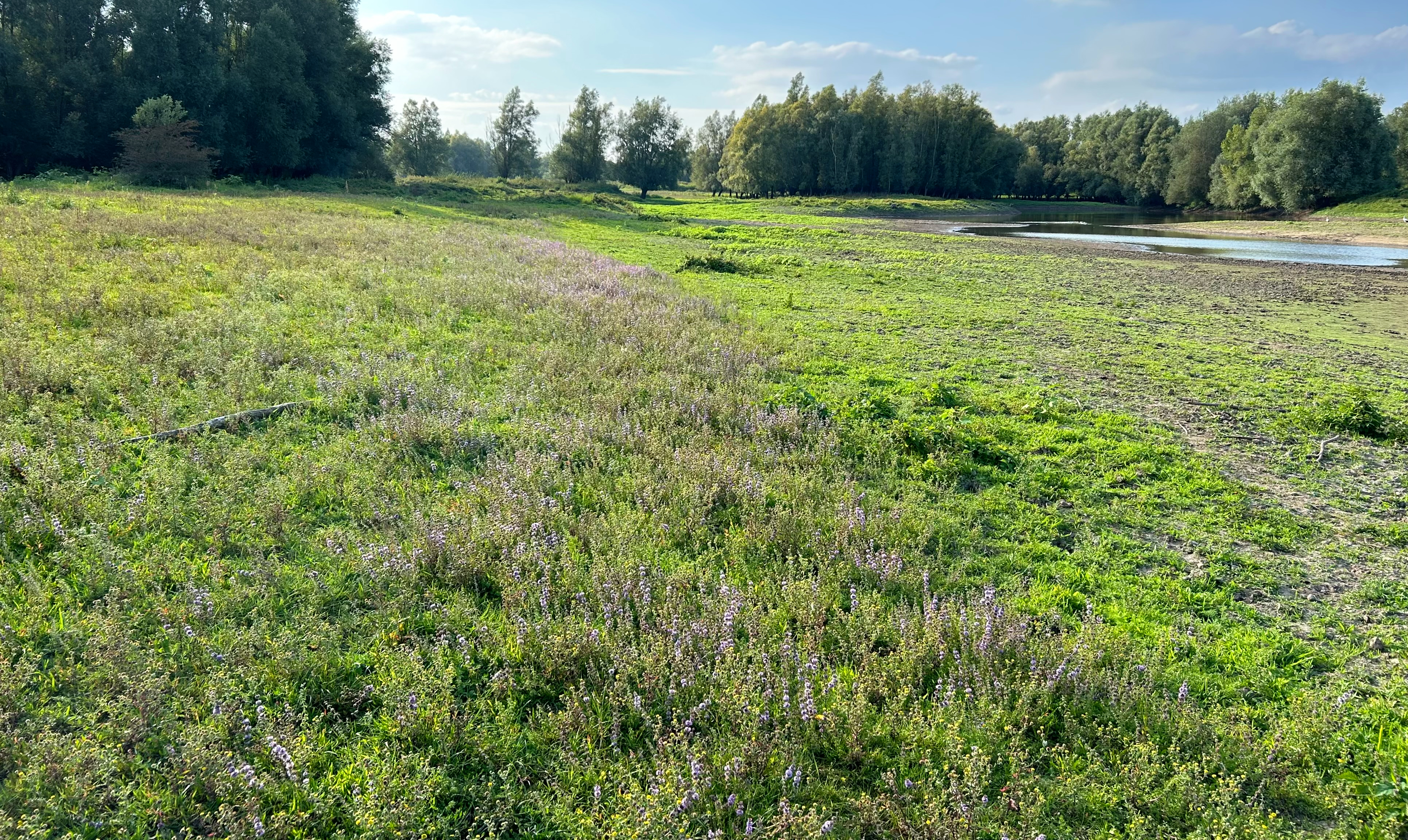
Contactzone van de subassociatie met akkerkers van de associatie van geknikte vossenstaart en de lagergelegen slijkgroen-associatie.

In de vegetatiezonering vormt de associatie van geknikte vossenstaart vaak contactgemeenschappen van andere graslandgemeenschappen uit de weegbree-klasse en ook van de klasse van matig voedselrijke graslanden.
Aan de lagergelegen zijde staat de associatie van geknikte vossenstaart meestal in contact met moerasgemeenschappen uit het riet-verbond of het verbond van scherpe zegge.
Als inslaggemeenschap kan vegetatie uit de tandzaad-klasse optreden.

## Fotogalerij

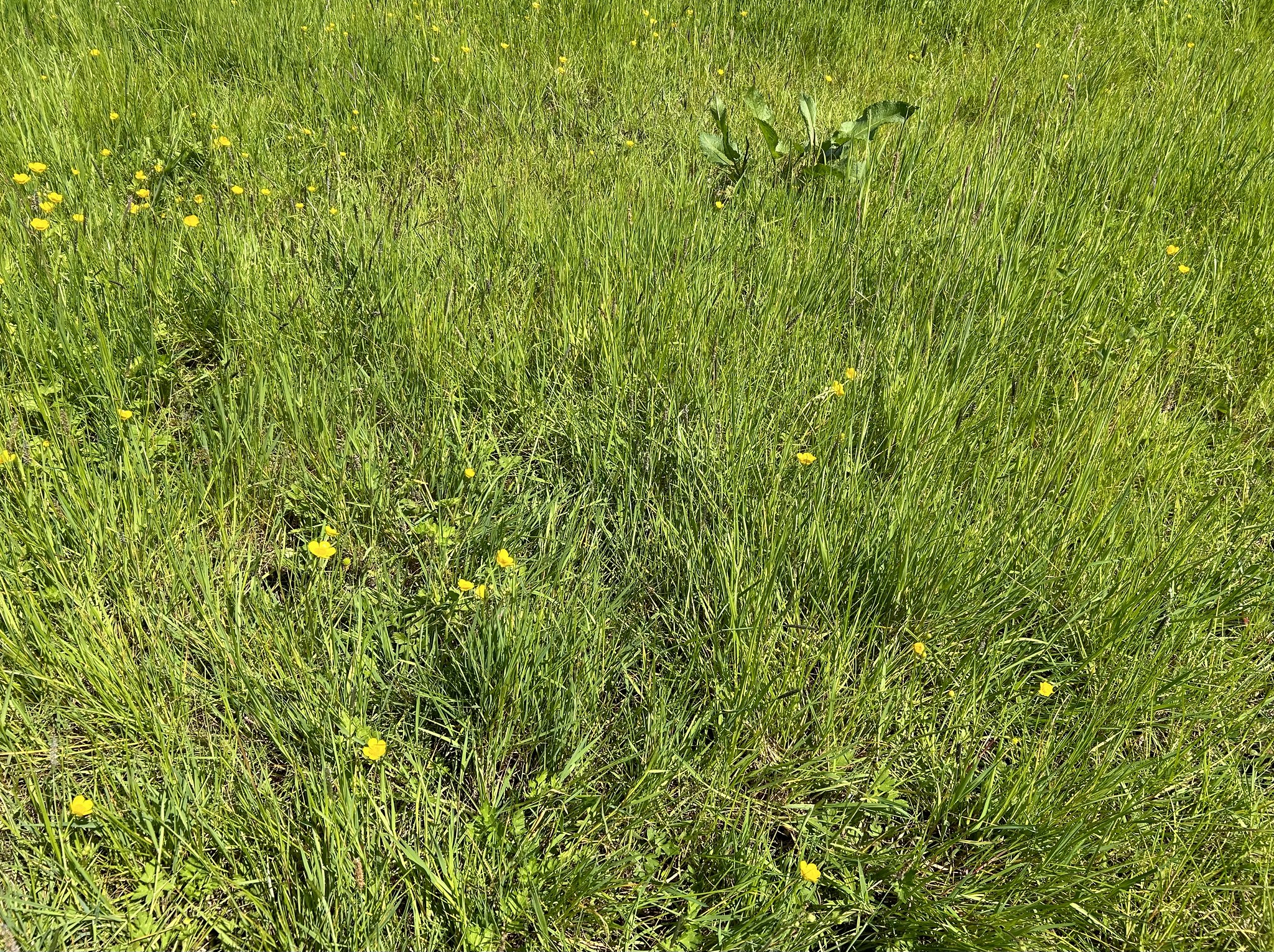
Voorjaarsaspect met geknikte vossenstaart en kruipende boterbloem in bloei
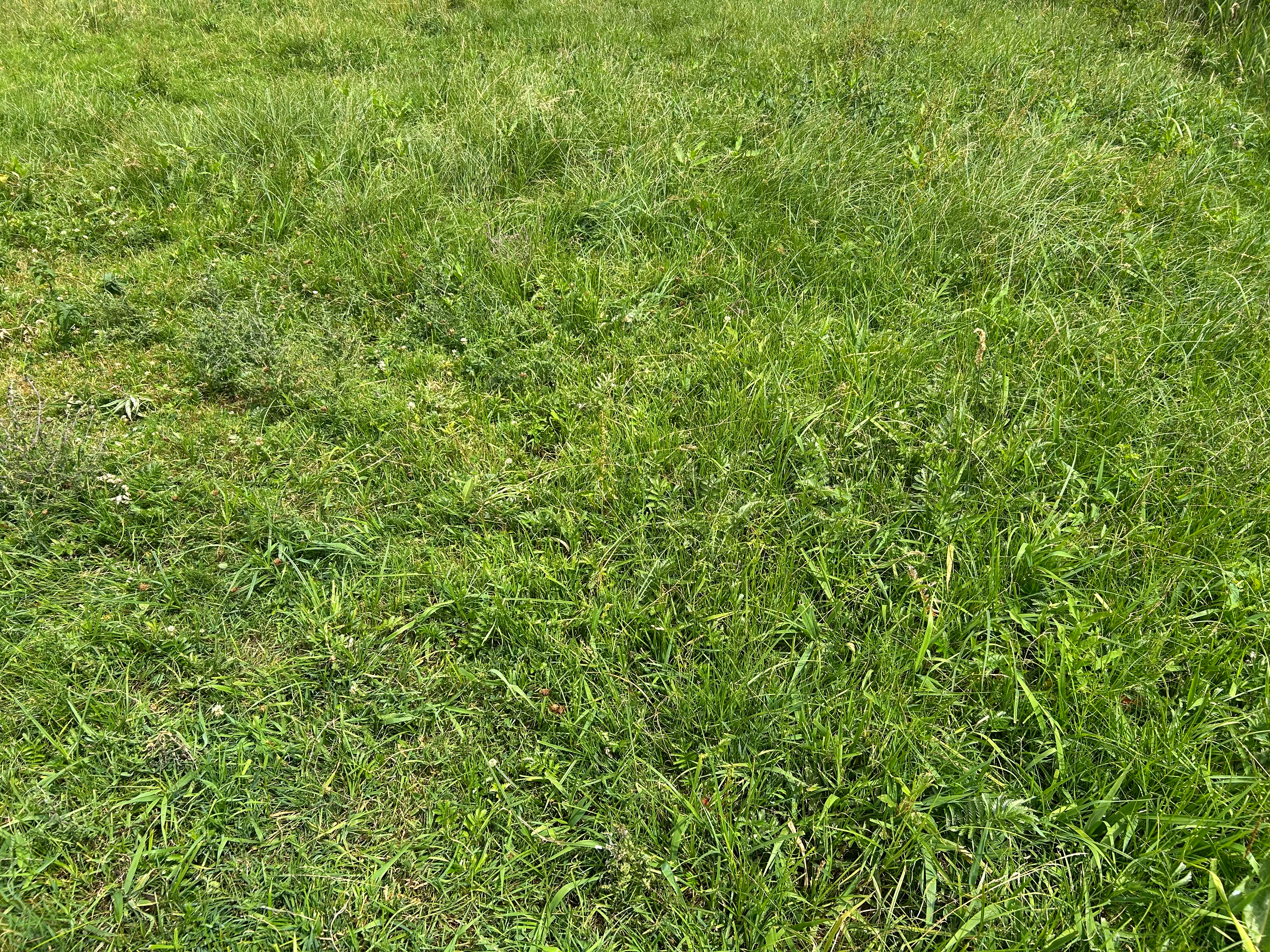
De subassociatie met lidrus
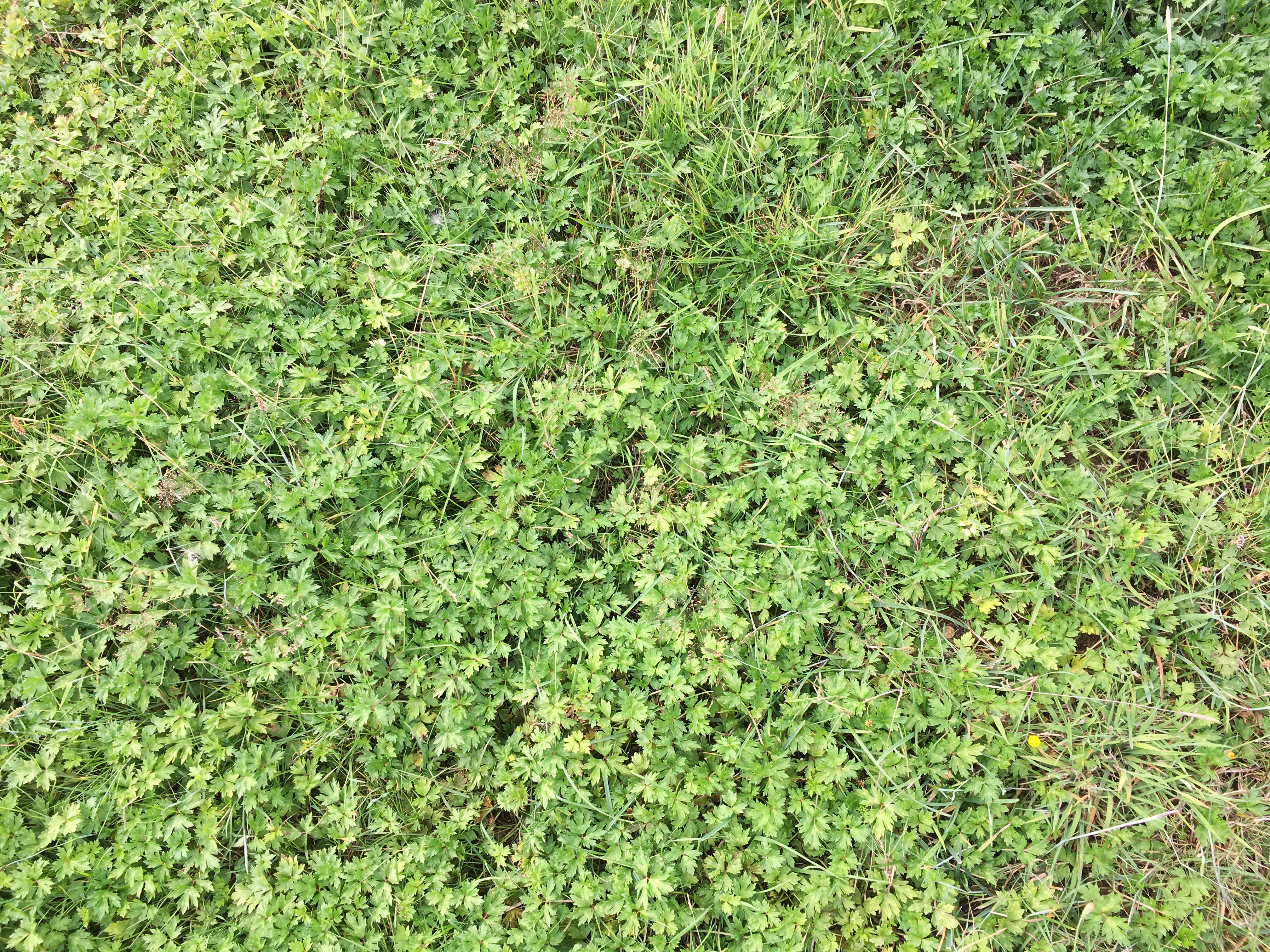
Close-up van een zomeraspect met een hoge bedekking van kruipende boterbloem
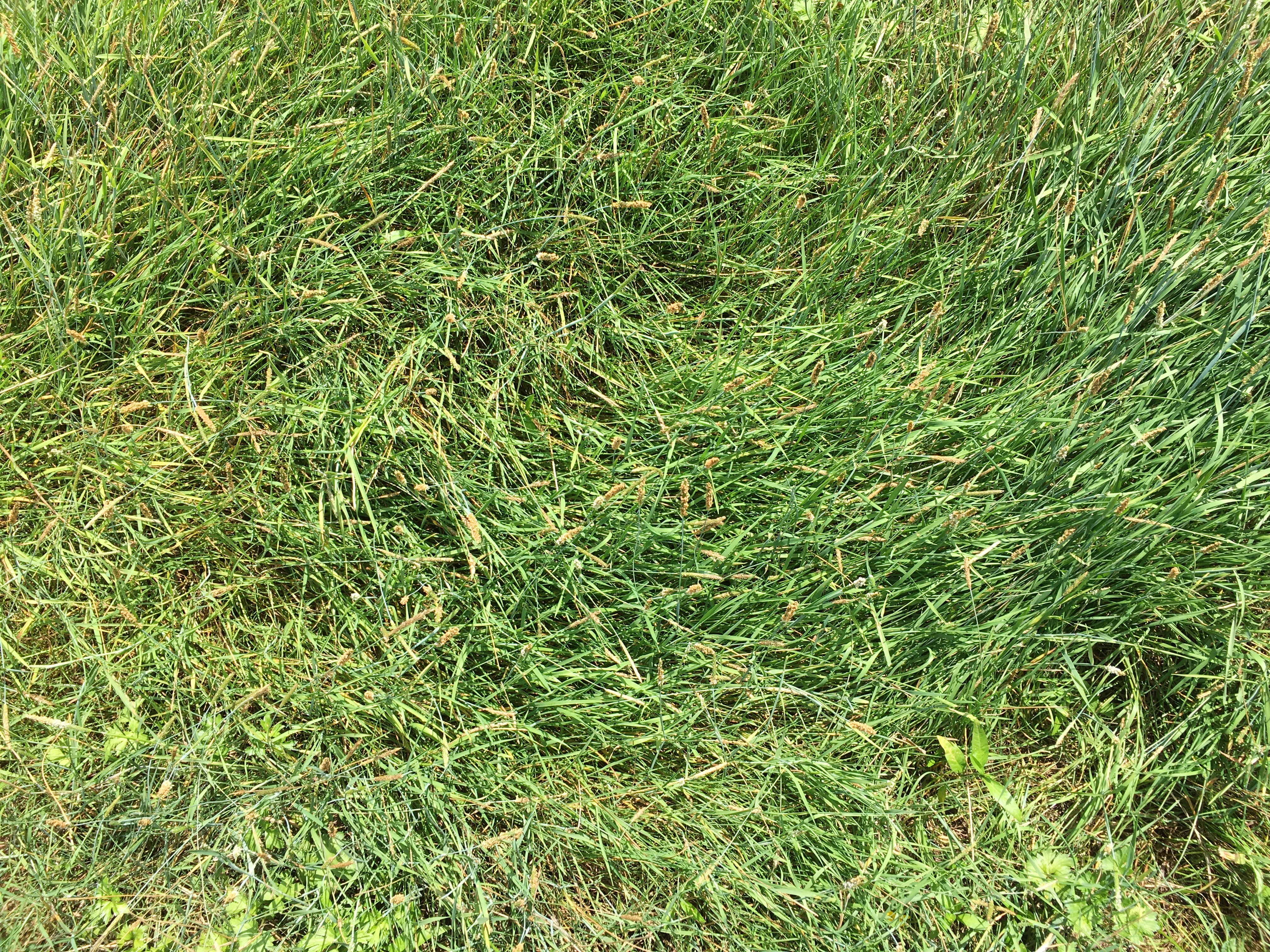
Een close-up van de arme subassociatie
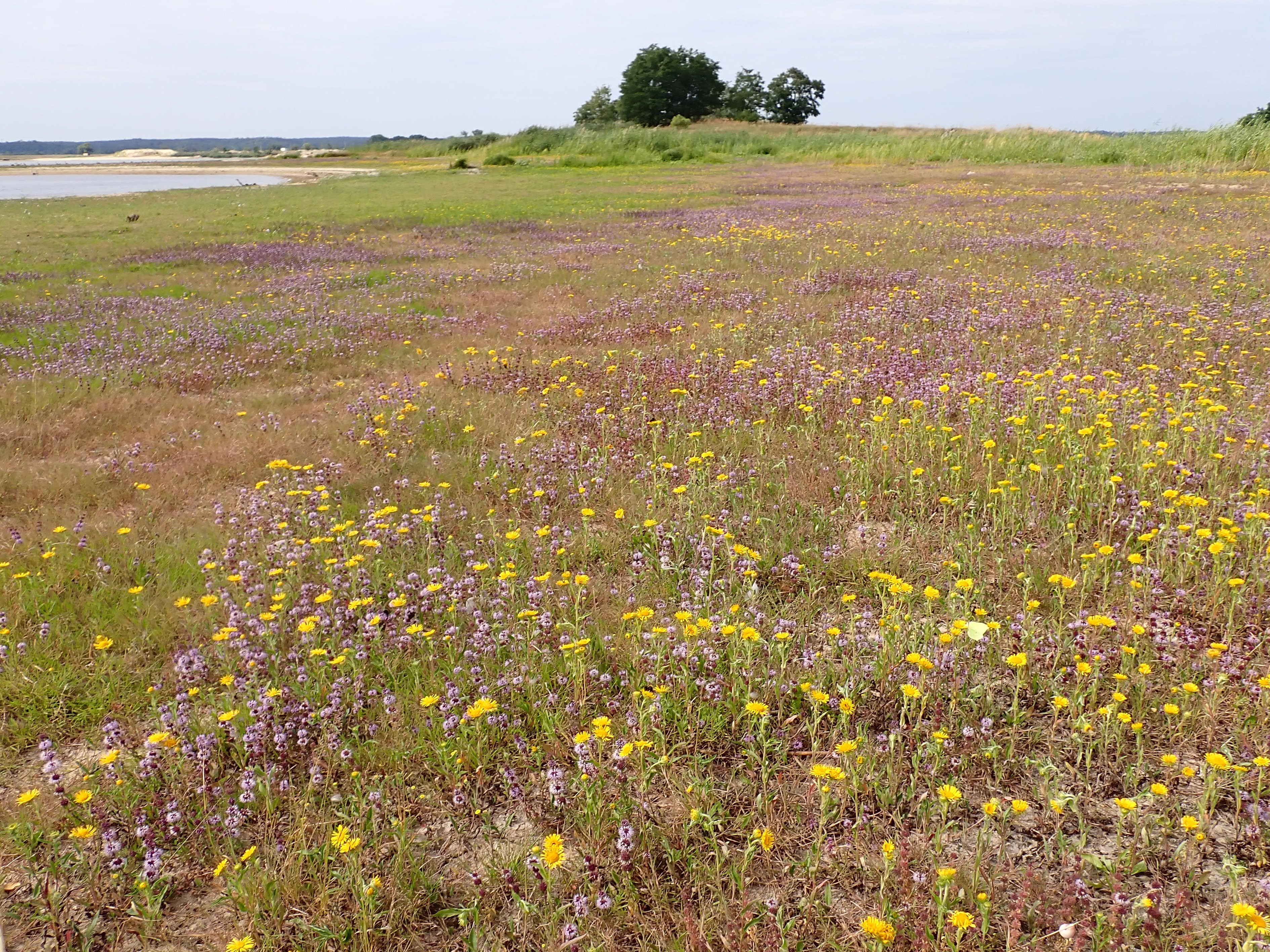
Uitzonderlijk bloem- en kleurrijk zomeraspect van de subassociatie met akkerkers